# IER3
IER3 (англ. Immediate early response 3) – білок, який кодується однойменним геном, розташованим у людей на короткому плечі 6-ї хромосоми. Довжина поліпептидного ланцюга білка становить 156 амінокислот, а молекулярна маса — 16 903.
| 10         |  | 20         |  | 30         |  | 40         |  | 50         |
| ---------- |  | ---------- |  | ---------- |  | ---------- |  | ---------- |
| MCHSRSCHPT |  | MTILQAPTPA |  | PSTIPGPRRG |  | SGPEIFTFDP |  | LPEPAAAPAG |
| RPSASRGHRK |  | RSRRVLYPRV |  | VRRQLPVEEP |  | NPAKRLLFLL |  | LTIVFCQILM |
| AEEGVPAPLP |  | PEDAPNAASL |  | APTPVSAVLE |  | PFNLTSEPSD |  | YALDLSTFLQ |
| QHPAAF     |  |            |  |            |  |            |  |            |

A: Аланін

C: Цистеїн

D: Аспарагінова кислота

E: Глутамінова кислота

F: Фенілаланін

G: Гліцин

H: Гістидин

I: Ізолейцин

K: Лізин

L: Лейцин

M: Метіонін

N: Аспарагін

P: Пролін

Q: Глутамін

R: Аргінін

S: Серин

T: Треонін

V: Валін

Кодований геном білок за функцією належить до фосфопротеїнів. 
Локалізований у мембрані.